# Mezei Mór
Mezei Mór (Sátoraljaújhely, 1836. január 17. – Budapest, 1925. november 20.) hírlapíró, szerkesztő, ügyvéd. Mezei Ernő hírlapíró bátyja, Nádas Péter Kossuth-díjas író dédapja.

## Pályája
Mezei Ignác és Friedlieber Ida (1817–1892) fia. Középiskolái tanulmányait szülővárosában és Pesten végezte. Jogot a Budapesti Tudományegyetemen hallgatott. Az 1860-as évek elején a polgári egyenjogúsításukért küzdő zsidók egyik vezére lett. 1862-ben egy időre átvette a Magyar Izraelita című hetilap (1861–1868) szerkesztését is, melynek előbb főmunkatársa volt, és melyben ő hangoztatta először kongresszus összehívásának szükségességét. Szerkesztői működésének hazafias és nemzeti szelleméért a provizórium idején a helytartó katonai törvényszék elé állította. A katonai törvényszéki eljárás súlyosabb következményeitől megmentette a királynő hosszas betegeskedéséből való felépülése után kibocsátott általános királyi kegyelem, a rendőrfőnök végzése azonban szerkesztői állásából így is elmozdította. Akkoriban a zsidóság az orvosi hivatást kivéve még a szabad pályáktól is el volt zárva, Mezei Mór csak külön királyi engedéllyel nyithatta meg ügyvédi irodáját 1864-ben. Az 1865–1868. évi országgyűlés alatt a zsidó emancipáció érdekében megjelent hírlapi cikkeket nagyobbára ő írta.
Publicisztikai működésének és munkatársai agitációjának megvolt a hatása: gróf Andrássy Gyula miniszterelnök 1867 őszén az országgyűlés elé terjesztette az egyenjogúsító törvényjavaslatot. A zsidóság felszabadítását a képviselőház egyhangúlag, a főrendiház nagy szótöbbséggel elfogadta. Ferenc József király szentesítő aláírásával lépett életbe az 1867. évi 17. törvénycikk: „Az ország izraelita lakosai a keresztény lakosokkal minden polgári és politikai jog gyakorlására egyaránt jogosítottaknak nyilváníttatnak.” Az Eötvös József vallás- és közoktatásügyi miniszter által egybehívott 1868–1869. évi zsidó kongresszuson Mezei Mór a neológ zsidóság egyik vezére volt, szemben az óhitű hitközségek rabbijaival és a reformellenes zsidók tömegeivel. Ezután a nyilvános életben kevésbé vett részt. 1893-ban Budapest-Lipótvárosban, majd 1896-ban ugyanott országgyűlési képviselővé választották.
(A neológok ugyanazokat a hitelveket vallották, mint az ortodoxok, de a szertartásokba és hitközségi szervezetbe újításokat vittek, a modern élettel nem egészen egyező hagyományokat mellőzték. Az ortodoxok visszavonulása után a kongresszusi zsidóság Mezei Mór, Wahrmann Mór és mások vezetésével megalkotta a maga szervezetét, viszont a neológokkal szemben álló ortodox csoport, az „autonom hittörvényű zsidó hitfelekezet” is körülbástyázta hitközségeit a maga alapszabályaival.)
Halálát agyvérzés okozta.

## Családja
Házastársa Schlesinger Eugénia volt, akit 1864. szeptember 6-án Bécsben vett nőül.
Gyermekei
- Mezei Béla (Pest, 1867. január 1. – Budapest, 1933. október 20.) orvos. Felesége Jacquemini Adél volt.
- Mezei Pál (Pest, 1867. december 12. – Budapest, 1941. szeptember 13.) ügyvéd. Felesége Erdélyi Lujza volt.
- Mezei Klára (Pest, 1869. augusztus 8. – Budapest, 1934. július 3.). Férje Nádas Arnold volt.
- Mezei Lajos Ernő (Pest, 1870. szeptember 14. – Budapest, 1938. január 17.) telekértékesítő. Felesége Fellner Mária volt.
- Mezei Anna (Pest, 1871. szeptember 24. – Budapest, 1956. december 25.). Férje Kövér (Kriszhaber) Károly Joachim részvénytársasági igazgató volt.
- Mezei Erzsébet Alexandrina (Pest, 1874. december 31. – ?)